# Herse (agriculture)
Pour les articles homonymes, voir Herse.

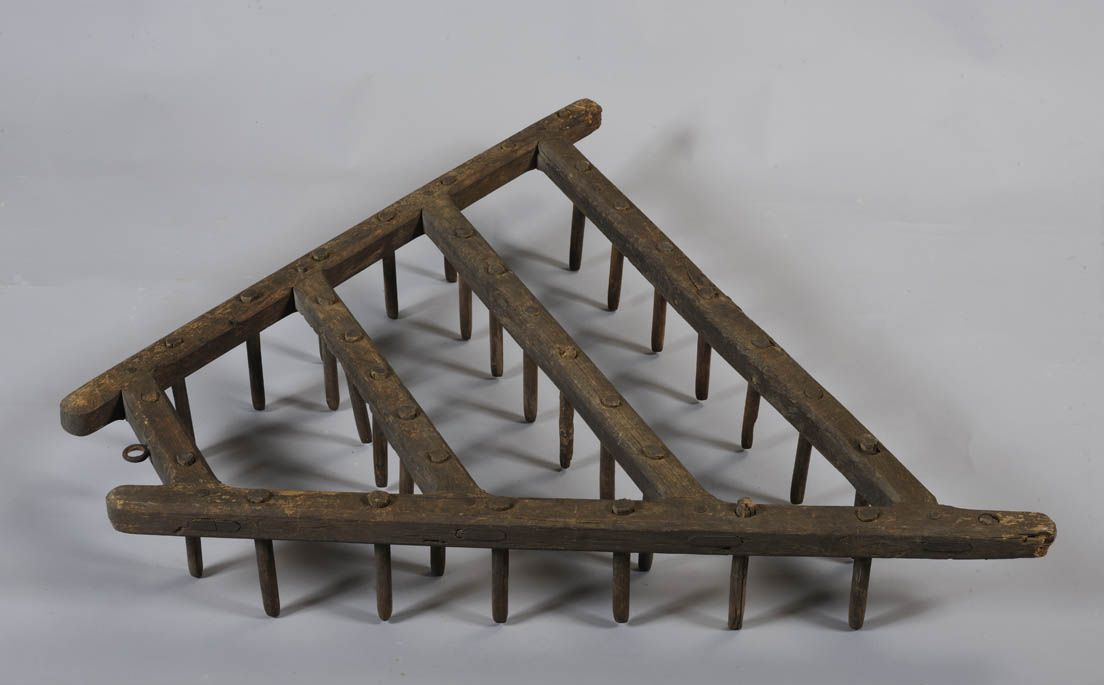
Herse, XIXe siècle, Collection Musées départementaux de la Haute-Saône.

Une herse classique est un instrument aratoire constitué d'un châssis en forme de grille, formée par deux séries de barres, en général perpendiculaires et fixées aux points de croisement. Sur ce chassis sont fixées des dents pointues, sans soc, proches les unes des autres, qui permettent de travailler la terre en surface (moins de 10 cm de profondeur) pour préparer un lit de semence ou pour le recouvrir. Son passage aplanit le sol, en pulvérisant les mottes, et en enlevant tout ce qui pourrait gêner la germination de la semence.
Au XXe siècle sont apparues d'autres types de herses adaptées à la mécanisation : herse rotative, herse alternative, herses roulantes, herse-étrille.
La frontière entre herse lourde et cultivateur léger (vibroculteur) est floue. Cultivateurs légers et herses sont souvent confondus dans les langues autres que le français.

## Historique

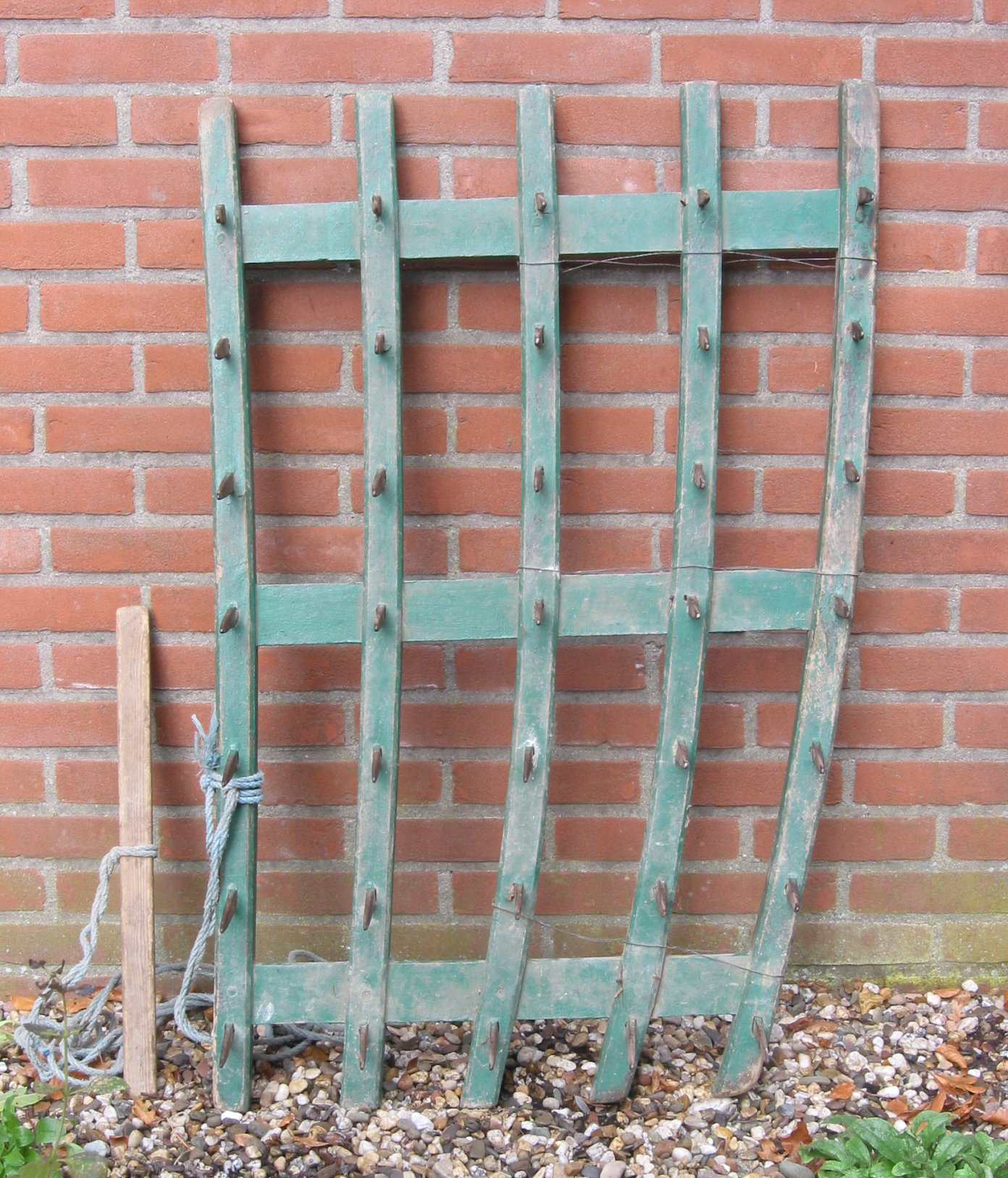
Herse classique à bras.

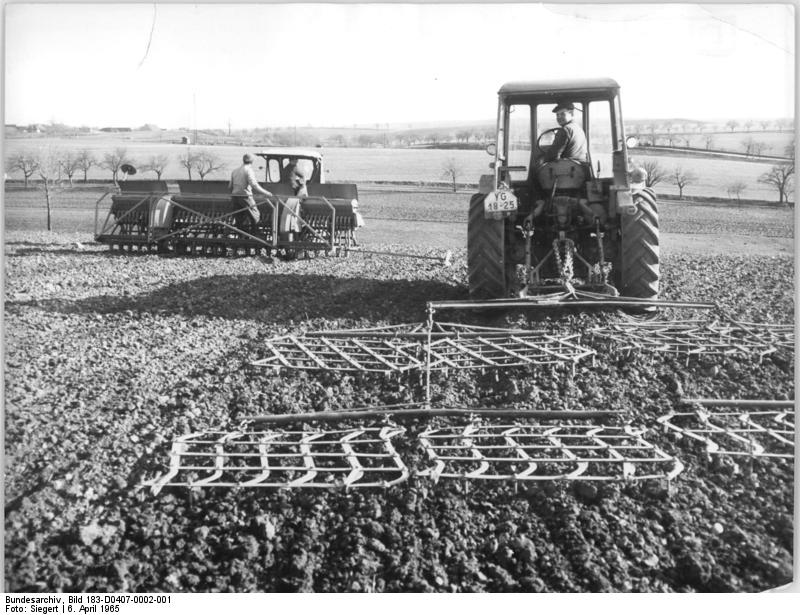
Hersage derrière semis, Allemagne de l'Est, 1965.

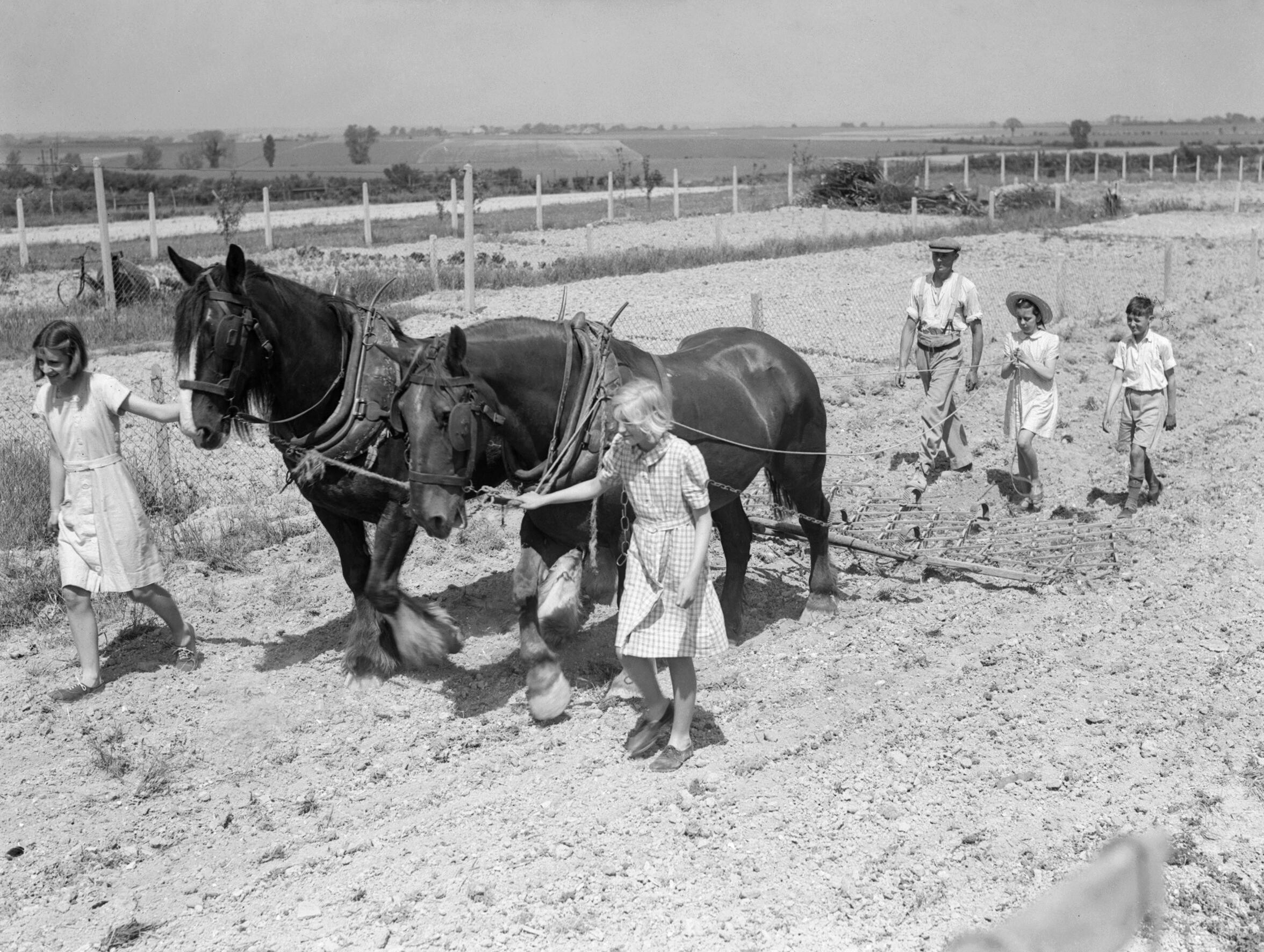
Hersage avec des chevaux, Royaume-Uni, 1942.

La herse qui n'est en somme que l'assemblage de plusieurs rateaux à émotter est peut-être presque aussi ancienne que l'agriculture. Pline et d'autres historiens agronomes de la même époque (Caton, Varron, Columelle, Palladius) mentionnent déjà la herse. L'usage de la herse se développe au Moyen-Âge en même temps que celui de la charrue, en effet celle-ci laisse un sol plus motteux que l'araire ; la herse roulante apparaît vers 1500.

## Herse classique

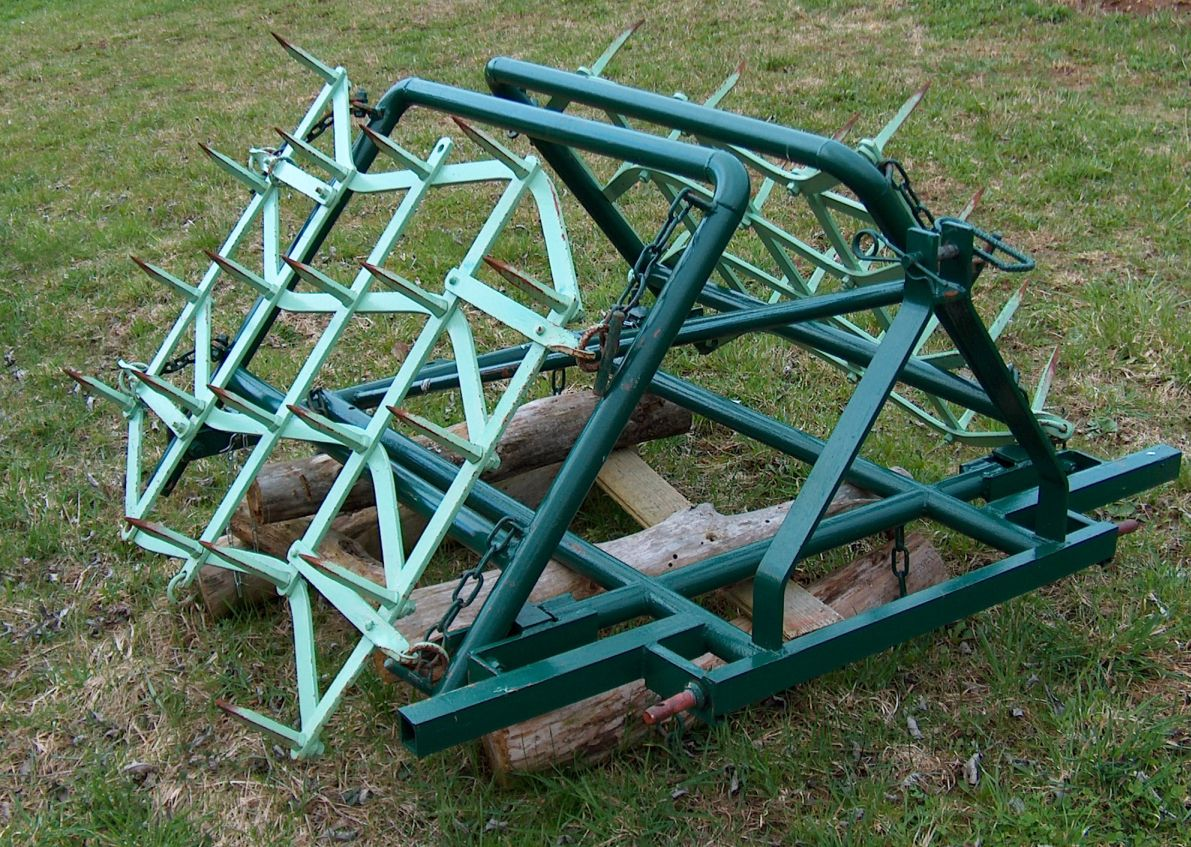
Herse classique en position repliée à bâti en zigzag pour tracteur, à trois éléments (l'élément central est manquant), années 1960.

Les herses ordinaires actuelles ne diffèrent pas des herses classiques dans le principe mais sont constituées de nombreux éléments indépendants juxtaposés permettant d'épouser la surface  du sol. Les éléments peuvent être repliés ou superposés par des vérins hydrauliques pour le transport. Le travail est plus satisfaisant à grande vitesse (8 à 15 km/h).

## Herse rotative

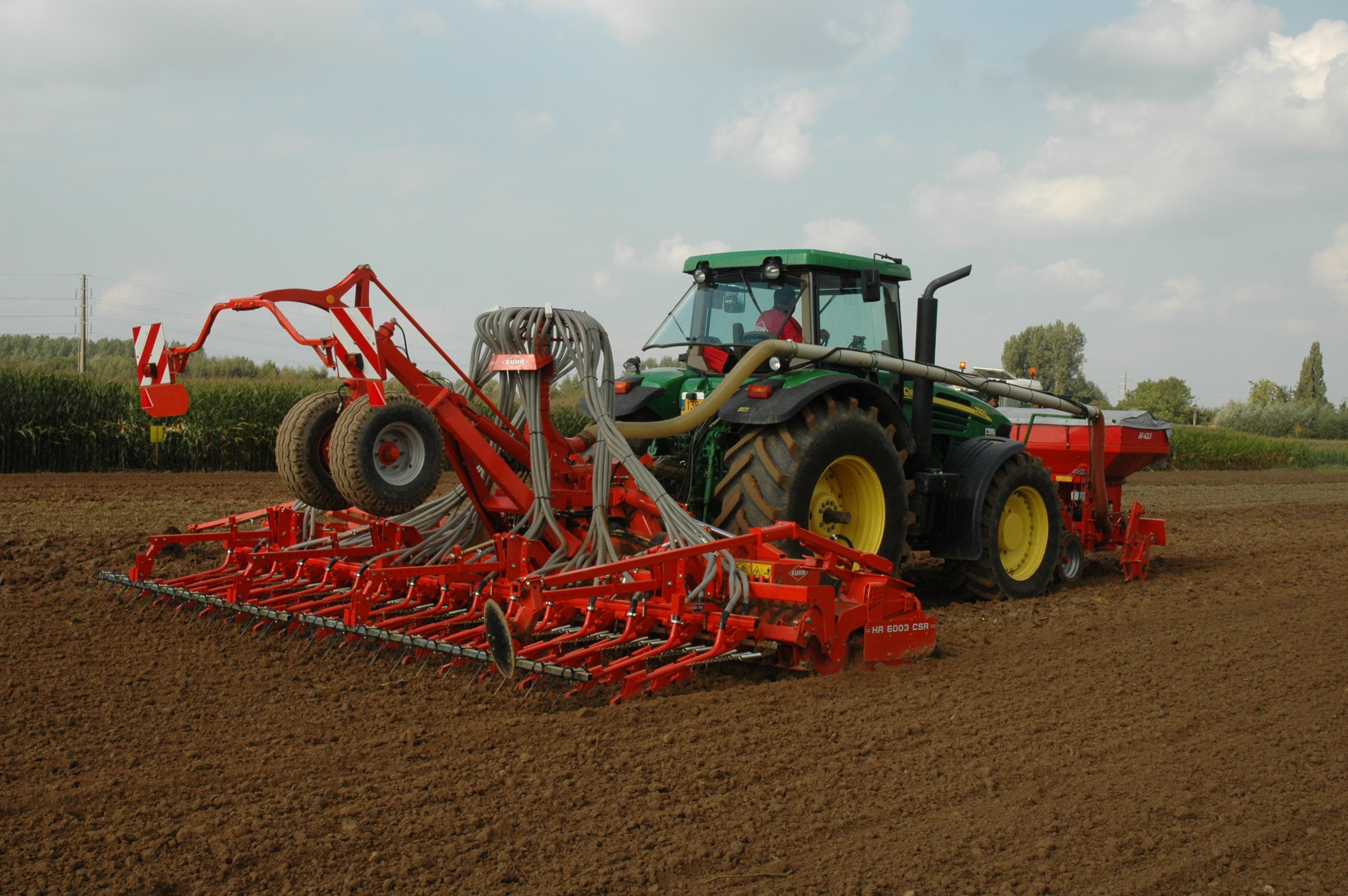
Combiné de semis. À l'avant trémie de semoir, à l'arrière : herse rotative et son rouleau, lignes d'éléments semeurs, hersillon finissant le recouvrement des semences.

Les herses rotatives sont souvent utilisées pour former des combinés de semis pour le semis direct sur labour.

## Herse alternative

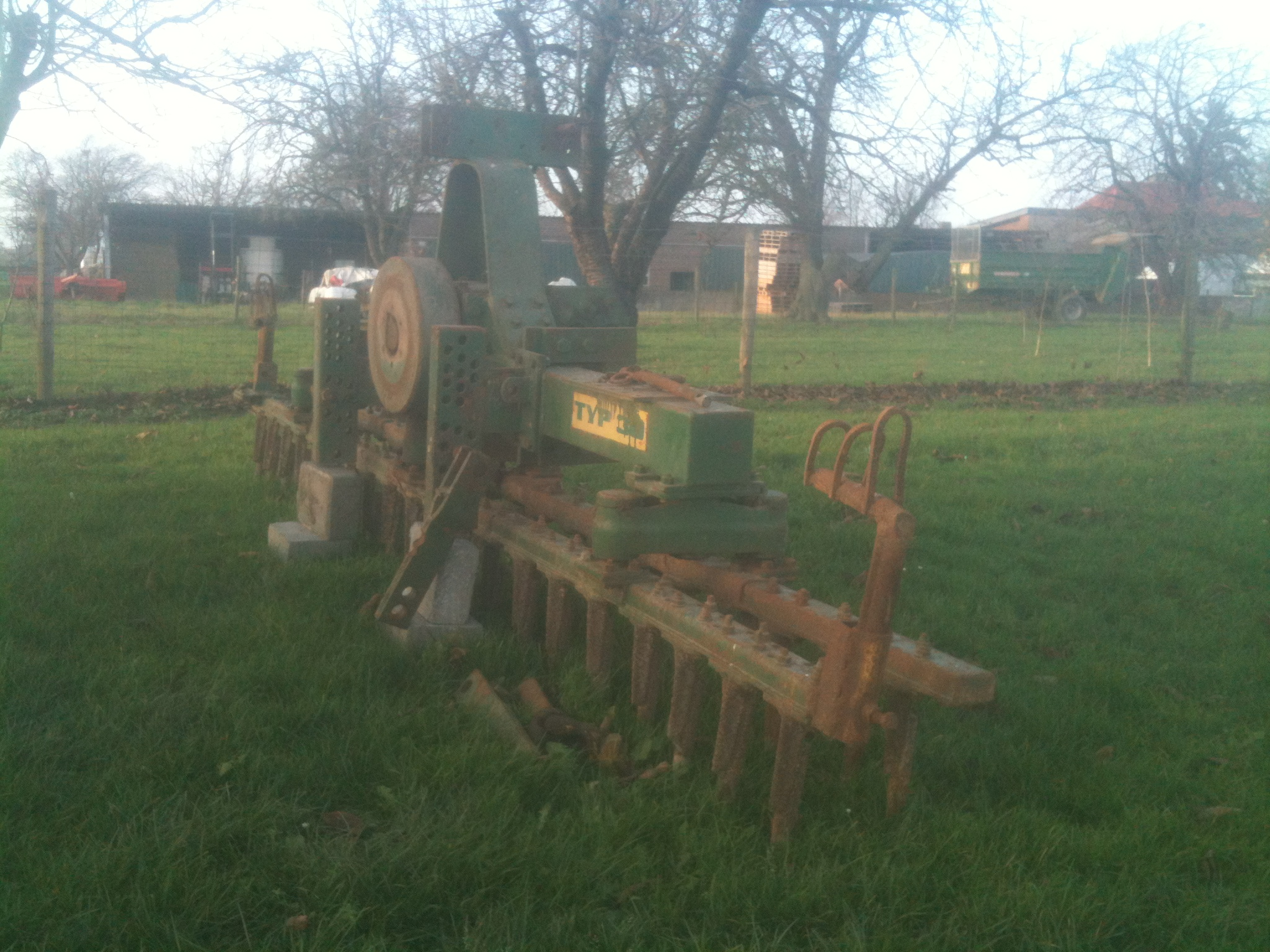
Herse alternative.

Une herse alternative est constituée de deux ou quatre rangées de dents animées de mouvements de va-et-vient en sens contraire deux par deux. On compte 10 dents par mètre de largeur de travail.

## Herses roulantes

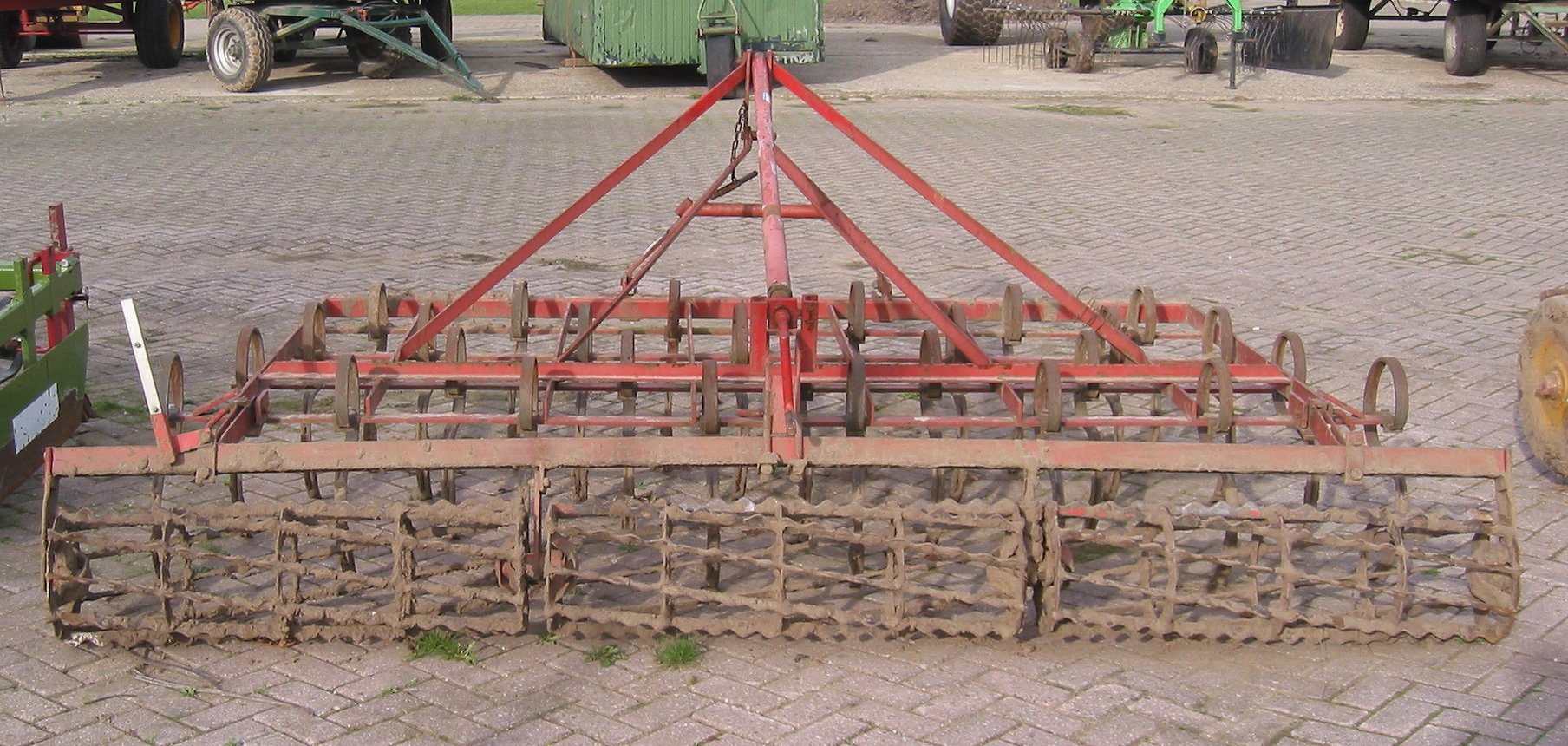
Herse à cages roulantes à l'arrière d'un vibroculteur. Elle sert aussi à régler la profondeur de travail du vibroculteur.

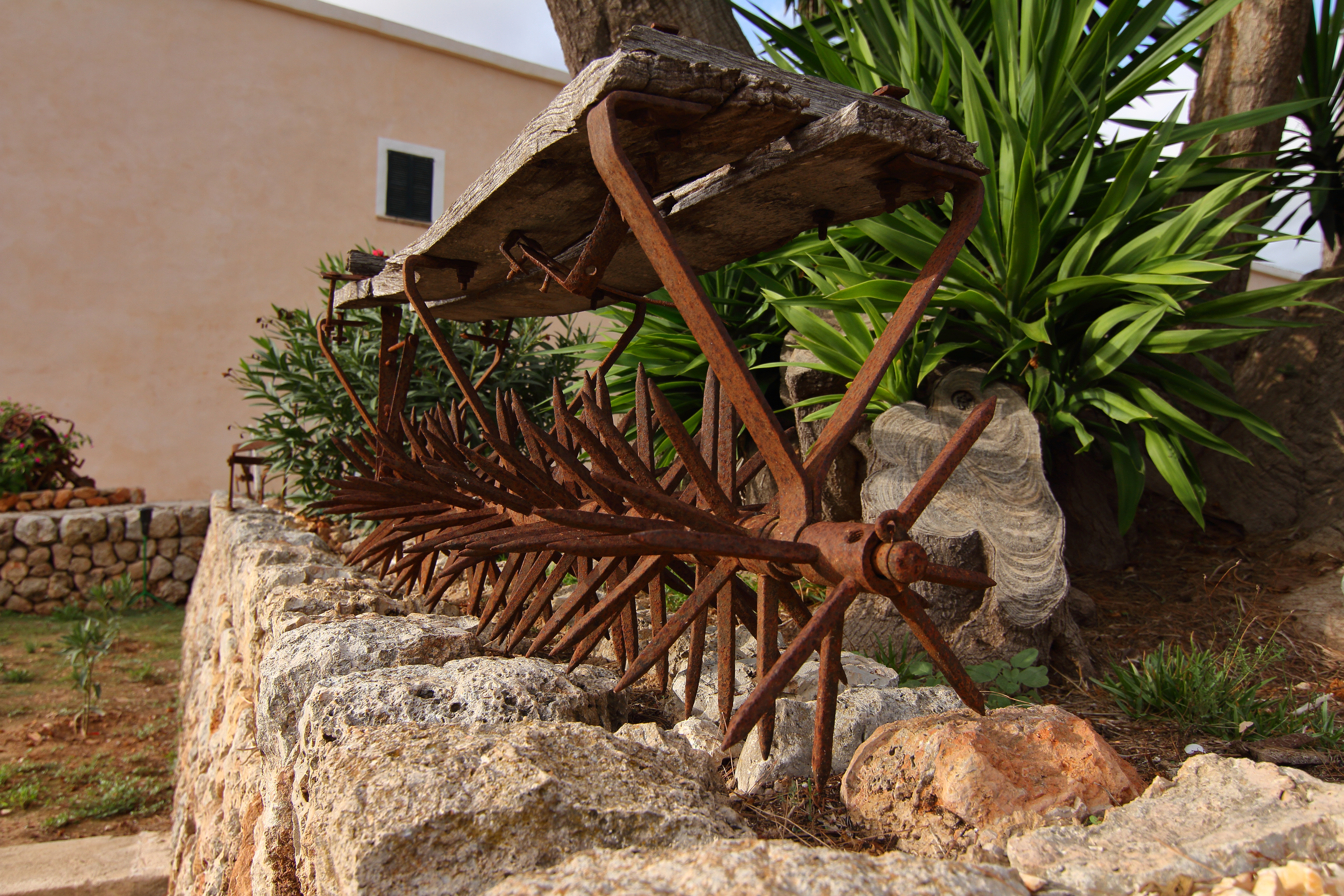
Ancienne herse roulante à éléments en étoile.

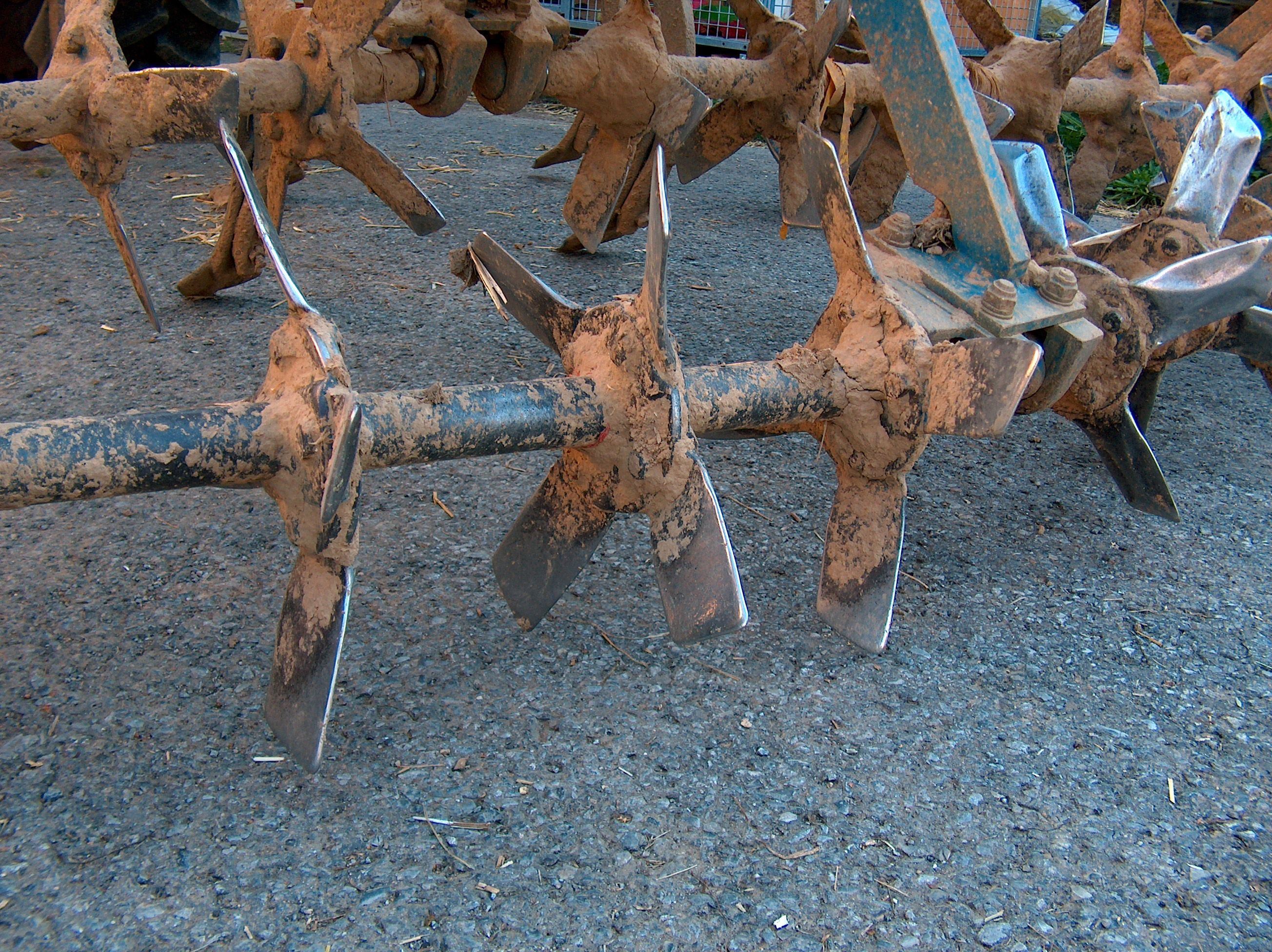
Herse à bêches roulantes.

On distingue des herses à cage roulante, qui peuvent être considérées comme des rouleaux-cages légers, et des herses à éléments séparés enfilés sur un arbre. Ces éléments peuvent être en forme d'étoile, de disques fortement crénelés, de bêches roulantes légères …

## Herse étrille

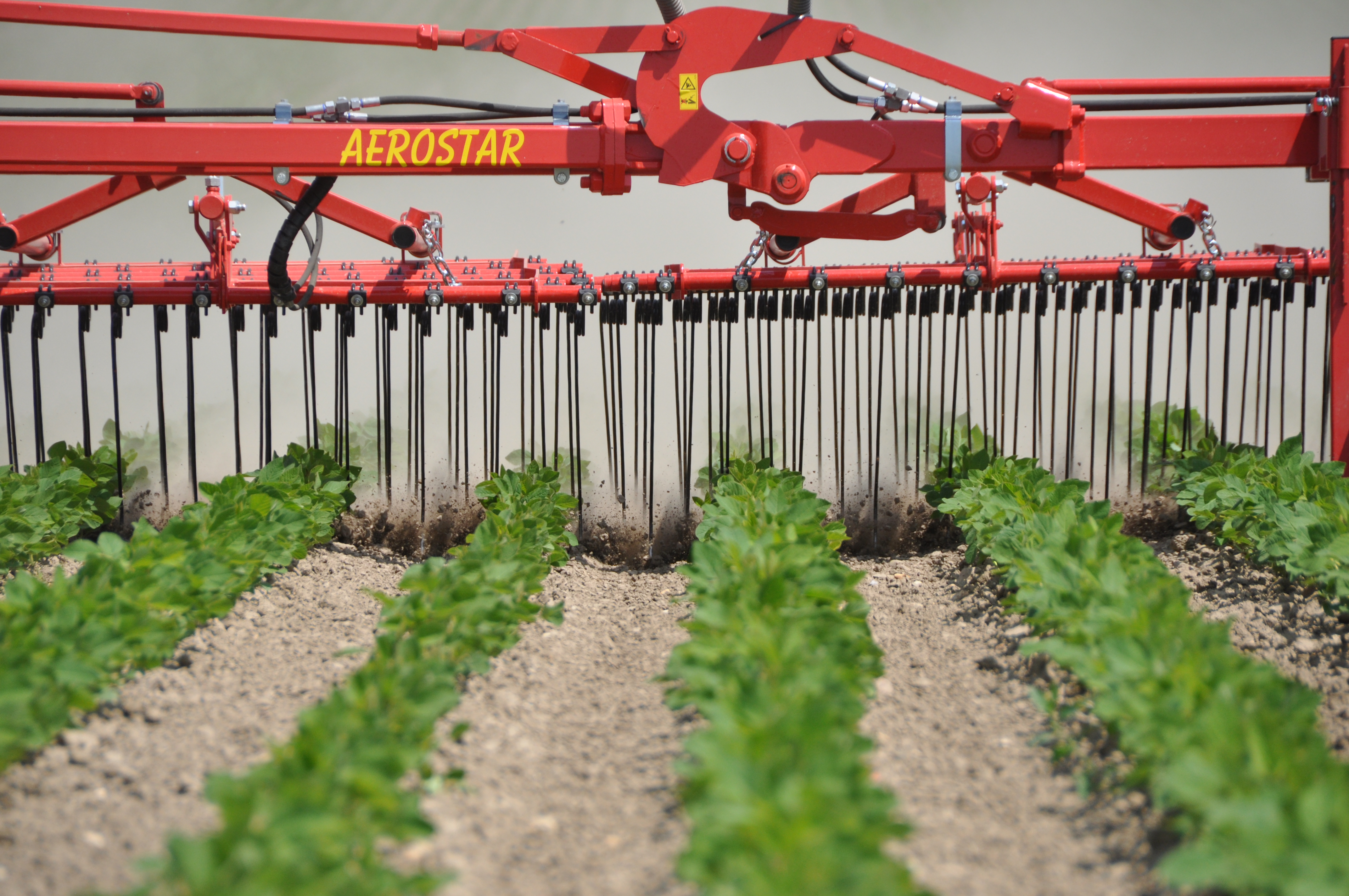
Herse étrille au travail (désherbage), 2010.

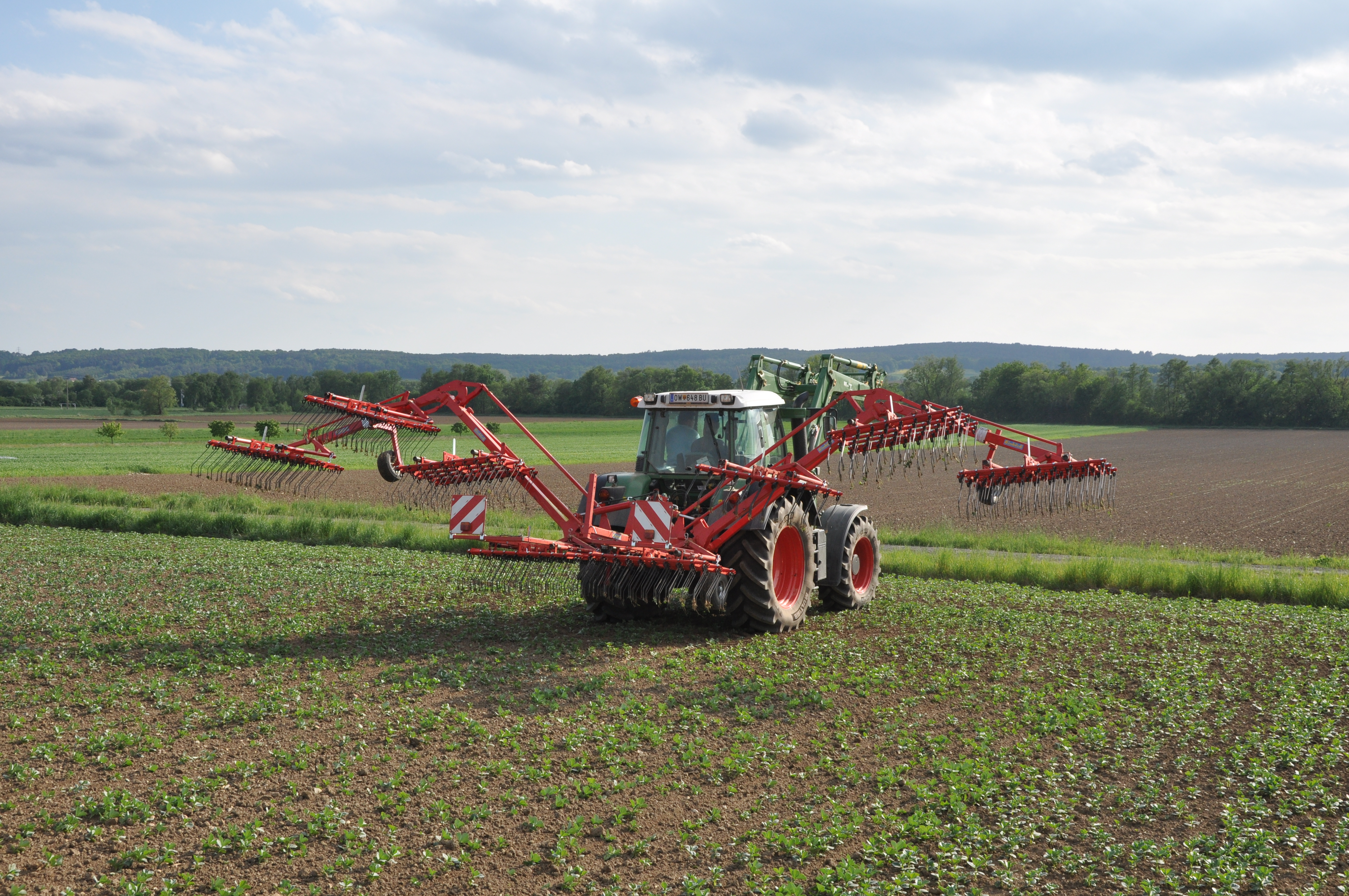
Repliage de herse étrille.

Une herse étrille est une variante de la herse qui dispose d'un grand nombre de dents longues et fines ou griffes. Elle se présente sous la forme d'un châssis sur deux niveaux ; les griffes étant souples, elles grattent le sol pour arracher les plantules d'adventices tout en conservant la culture mise en place et réaliser un désherbage mécanique. Elle peut aussi être utilisée pour casser une croûte de battance et dégager ainsi une culture compromise à la levée.

## Herses-peignes ou hersillons associés à d'autres outils

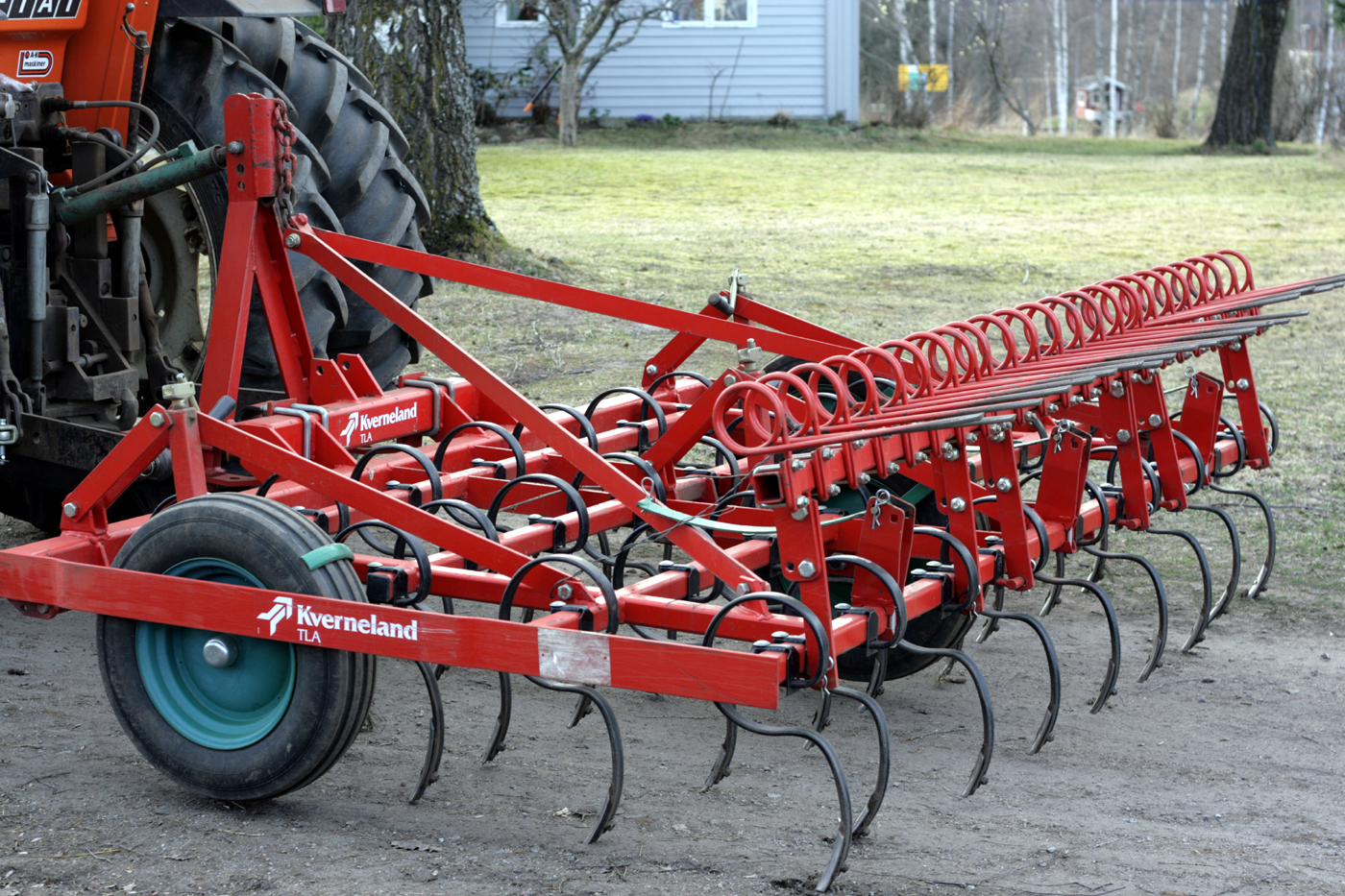
Herse-peigne en position relevée à l'arrière d'un vibroculteur.

Les semoirs sont très souvent suivis d'une ligne ou deux de herses légères, dites aussi herses-peignes parachevant la couverture du semis (photo combiné de semis). Il en existe aussi parfois à l'arrière des vibroculteurs.

## Calendrier républicain
Le nom de la herse fut attribué au 20e jour du mois de brumaire du calendrier républicain ou révolutionnaire français, généralement chaque 10 novembre du grégorien.